# KOME KOME WAR
「KOME KOME WAR」（コメ・コメ・ウォー）は米米CLUBの通算7枚目のシングル。1988年8月26日発売。発売元はCBS/SONY。

## 概要
前作「sûre danse」以来の新曲。ギター・博多めぐみ（坂本琢司）、バックダンサーチーム「シュークリームシュ」サトミ（青山聡美）脱退後初シングル。
「Shake Hip!」や「FUNK FUJIYAMA」と並んでファンク色の強い楽曲。歌詞はタイトルの「KOME KOME WAR」の文句を除くと全てカタカナで表記されており「コメコメ」「セメテ」「ヤメテ」と意味不明な言葉の羅列と合わせて楽曲のナンセンス性を際立たせている。楽曲の途中で男性コーラスと女性コーラスの掛け合いがあるが曲の最後部では男女の歌う順が入れ替わってしまう細かい演出もあり、ライブでもよく演奏される人気の高い曲である。1991年発売のアルバム『K2C』にニュー・アレンジで再録されたが、その際に連呼の台詞「セメテ」「ヤメテ」は「Fight」に改められた。
本作は、7インチシングル、シングル・カセットに加えて8cmCDが米米CLUBとして初めてリリースされた。CDの初回限定仕様は「ジャケットを自分が自由に描ける」コンセプトで黒一色のモノトーンだった（米米関連ステッカー付属）。

## ミュージック・ビデオ
本作のミュージック・ビデオはカールスモーキー石井の初監督作品で、MTV主催の「MTV Video Music Awards」においてインターナショナルビデオアワードのグランプリを受賞。またアメリカで行われた授賞式には、メンバー全員で授賞式に出席した。MVで使用された音源は、シングル収録のバージョンよりもイントロが2小節短縮されている。

## 記録
本作はシングルでの最高順位・最高販売枚数を記録。オリコンシングルチャートベスト10入りも本作が初。1988年9月22日から2週に亘って『ザ・ベストテン』第8位ランクイン。米米CLUBの名前が全国区になった。

## 収録曲
全曲 作詞・作曲：米米CLUB、編曲：有賀啓雄
1. KOME KOME WAR
2. KICK US

## 収録アルバム
- GO FUNK (#1、アルバム・バージョン)
- K2C (#1、リメイク・バージョン)
- HARVEST SINGLES 1985-1992 (#1)
- STAR BOX (#1)
- 米 〜Best of Best〜 Disc1 (#1)

## その他
2015年に発売された打首獄門同好会のシングル「日本の米は世界一」に本楽曲のサビ部分を意識した「米を　米米を」というフレーズが入っているが、これは米米CLUB側から正式に許諾を得て使用している。